# 高柳和江
高柳 和江（たかやなぎ かずえ）は、日本の医学者（医学博士）・医師。専門は医療管理学（医療の質の研究）。特定医療法人社団清和会理事。一般社団法人癒しの環境研究会理事長。笑医塾塾長。

## 来歴・人物
神戸大学医学部卒業。順天堂大学外科専攻生を経て、徳島大学医学部医学博士課程修了後、クウェートにて10年間小児外科医として勤務。帰国後、亀田総合病院勤務を経て、アイオワ大学で医療管理学の研究に携わる。1992年に日本医科大学で日本初の医療管理学教室が開設されると准教授に就任。他に文京学院大学や放送大学、東京医療保健大学、東京工科大学など複数の大学で教員を務めた。
2008年にはMDRT（en:Million Dollar Round Table）により、世界の講演の上手な2000人の一人に選ばれている。アメリカの著名な医師パッチ・アダムスと親交があり、彼が来日した際には高齢者施設の訪問などに同行している。「笑医（わらい）」と称した、笑うことで免疫力や自然治癒力を高める科学を提唱しており、ポスタルくらぶ主催「OVER60全国スマイルコンテスト」の審査員も務めている。専門とする医療管理学において「医療の質」の研究では、アメリカのアベディス・ドナベディアン（en:Avedis Donabedian）によって、1980年に整理された「ドナベディアン・モデル（en:Donabedian model）」が有名である。

### 略歴
- 1970年 - 神戸大学医学部卒業・医師登録
- 1971年 - 順天堂大学外科専攻生
- 1977年
  - 徳島大学医学部医学博士課程（第一外科学）修了
  - クウェート国立アル・サバー病院小児外科シニアレジデント（のち同病院外科部長）
- 1980年 - 同国国立イブンシナ病院小児外科部長
- 1987年
  - 順天堂大学小児外科非常勤講師
  - 亀田総合病院小児外科医長
- 1990年 - 同病院院長補佐
- 1992年
  - アイオワ大学医学部大学院医療管理学講座特別聴講生（のち同大学付属病院病院長付き特別研究員）
  - 日本医科大学医療管理学教室准教授
  - 文京学院大学客員教授
- 2008年
  - 放送大学客員教授
  - 文京学院大学大学院経営学部客員教授
- 2009年
  - 東京医療保健大学教授
  - 東京工科大学非常勤講師
  - 日本医科大学非常勤講師

この節の出典。

## 主な著書
- 『死に方のコツ』飛鳥新社、1994年8月。ISBN 9784870311848。
- 『続・死に方のコツ』飛鳥新社、1995年12月。ISBN 9784870312395。
- 『医者に上手にかかる法―患者のための患者学』講談社、1995年12月。ISBN 9784062571029。
- 『医療の質と患者満足度調査』日総研出版、1996年3月。ISBN 9784890142040。
- 『死ぬのは、十分生きてからにしてください。』毎日新聞社、1998年3月。ISBN 9784620312125。
- 『人間としての尊厳と権利を求めて 癒しの国のアリス』医歯薬出版、2001年7月。ISBN 9784263232811。
- 『よくわかる患者安全管理―ヒヤリハットや事故の分析・活用に役立つ!』日総研出版、2002年12月。ISBN 9784890147441。
- 『砂漠とハイヒール―ドクター・カズエが見たアラブ』春秋社、2003年7月。ISBN 9784393337011。
- 『生き方のコツ』飛鳥新社、2004年5月。ISBN 9784870316171。
- 『ドクター和江の「元気な病人」になる秘訣』海竜社、2005年6月。ISBN 9784759308761。
- 『かしこくなる患者学 (放送大学教材)』放送大学教育振興会、2007年3月。ISBN 9784595307232。
- 『笑いの医力: 笑って!免疫力up!』西村書店、2008年4月。ISBN 9784890136179。
- 『ほほえみ処方箋―現代日本に生きる歓びを引き出させるためのエンパワー』エディターズサード、2009年5月。ISBN 9784990157401。
- 『高柳和江の「輝く生き方」レッスン』メトロポリタンプレス、2009年9月。ISBN 9784904759004。
- 『Dr.高柳のほほえみ健康Diary2011』壮神社、2010年11月。ISBN 9784903260518。
- 『笑医力: びっくりするほど健康になる!』徳間書店、2015年5月。ISBN 9784198639457。

### 共著
- 『人間医療学』岩崎栄共著、南山堂、1997年5月。ISBN 9784525000110。
- 『実践の場で生かす看護関係法規』嵯峨清喜共著、医学書院、1997年6月。ISBN 9784260342773。
- 電子書籍『笑いが命を洗います: 二人の名医が健康の秘伝を明かす とことん対談シリーズ』飯村六十四・赤松正雄共著、デジタルファースト出版協会、2014年6月。ASIN B00KT2MH9G

### 訳書・監修
- 訳書：『クープ―アメリカの家庭医の回想録』C. Everett Koop原著、ベクトルコア、1993年11月。ISBN 9784938372224。
- 訳書：『パッチ・アダムス いま、みんなに伝えたいこと―愛と笑いと癒し』パッチ・アダムス原著、主婦の友社、2002年8月。ISBN 9784072342350。
- 監修：『生きる歓び・アゲイン―癒しの環境でめざめる生命のネットワーク』癒しの環境研究会著、医歯薬出版、2007年3月。ISBN 9784263719312。

### 博士論文
- 『子宮内胎仔操作による胎便性腹膜炎の実験的研究 : 45Caオートラジオグラフィーを用いて』徳島大学、1977年3月。[8]

## 所属学会
- イギリス小児外科学会
- アメリカ病院管理学会